# 김성훈 (교수)
김성훈(1972~)은 한국의 컴퓨터과학자이며, 홍콩과기대학의 컴퓨터 공학과 부교수이다.

## 학력
- 구미전자공업고등학교 (졸업)
- 대구대학교 전자공학과 (학사)
- 캘리포니아 대학교 샌타크루즈 (컴퓨터과학 박사)

## 생애
구미전자공업고등학교를 졸업한 후 대구대학교 전자공학과에 입학하였다. 1996년 동 학부 졸업 후 로봇에이전트 방식의 한글 검색엔진 까치네를 개발하여 그 후 나라비전을 공동 창업하여 깨비메일의 개발을 주도하였다. 1996년부터 2000년까지는 나라비전의 CTO로 근무하였다.
이후 미국으로 건너가 캘리포니아 대학교 Santa Cruz 캠퍼스에서 컴퓨터과학을 전공하여 Adaptive Bug Prediction By Analyzing Software History 연구로 박사 학위를 취득한 후 2008년까지 MIT에서 박사후 연구원으로 생활하였다. 2008년 7월부터 동년 12월까지는 서울대학교 프로그래밍연구실에서 박사후 연구원으로 생활하였다.
2009년 홍콩의 명문대학인 홍콩과기대학의 컴퓨터공학과 전임교원으로 부임하였으며, 현재 부교수이다.
대한민국의 네이버 클로바 AI 책임리더를 맡은 바 있다.